# Cold War Kids
Cold War Kids é uma banda americana de indie rock que existe desde 2004 e tem influências de músicos e bandas como Jeff Buckley, Bob Dylan, Velvet Underground, e Johnny Segment. A banda já esteve em turnê com Muse, Two Gallants, Tapes 'n Tapes, Clap Your Hands Say Yeah, Sound Team e The White Stripes.

## História
Os membros do Cold War Kids se conheceram na Biola University. Eles formaram uma banda em 2004, quando se encontravam regularmente no apartamento de Jonnie Russell, em cima de um restaurante chamado Mulberry Street, no centro de  Fullerton. Maust veio com o nome da banda por volta de 1997, durante suas viagens pela Europa Oriental com seu irmão, onde encontraram um parque em Budapeste com estátuas desaparecidas, tiradas após a queda do comunismo. Vendo que havia um parquinho no parque, Maust disse "... estar nesse ambiente só fez a frase 'Cold War Kids' aparecer na minha cabeça. Eu posso ter ouvido isso antes. Eu também sou uma criança da Guerra Fria - Eu nasci em 1979. ".

## Discografia

### Álbuns
- Up in Rags/With Our Wallets Full, Fevereiro de 2006
- Robbers & Cowards, Agosto de 2006
- Loyalty To Loyalty 2008
- Mine Is Yours 2010
- Dear Miss Lonelyhearts 2013
- Hold My Home 2014
- L.A. Divine 2017
- New Age Norms 1 2019
- New Age Norms 2 2020
- New Age Norms 3 2021

### EPs
- Mulberry Street, 2005
- Up in Rags, 2006
- With Our Wallets Full, 2006
- We Used to Vacation, 2006
- Live from SoHo, 2007
- Behave Yourself, 2010

### Singles
- "Hair Down", 2006
- "We Used To Vacation", 2006
- "Hang Me Up to Dry", 2006
- "Hospital Beds", 2007
- "Hang Me Up to Dry (Re-Release)", 2007

## Videografia

### Videoclipes
- "Hospital Beds"
- "Hang Me Up And Dry"
- "Skip The Charades"
- "We Used To Vacation"
- "Robbers"
- "Audience"
- "Louder Than ever"

1. ↑  Stereogum Staff (18 de janeiro de 2007). «Christianity And The Cold War Kids Backlash». Stereogum. SpinMedia. Consultado em 6 de dezembro de 2014
2. ↑  Marchese, David (16 de março de 2011). «Why They're Called... Cold War Kids». Spin. Spin Media. Consultado em 16 de abril de 2017. Cópia arquivada em 20 de março de 2011